# Maciej Lepiato
Maciej Krzysztof Lepiato (ur. 18 sierpnia 1988 w Poznaniu) – polski lekkoatleta, specjalizujący się w skoku wzwyż, mistrz paraolimpijski i pięciokrotny mistrz świata osób niepełnosprawnych. Startuje również w skoku w dal (w konkurencji tej zdobył brązowy medal mistrzostw świata osób niepełnosprawnych w 2013 roku).
W 2010 zdobył srebrny medal mistrzostw Polski młodzieżowców oraz reprezentował kraj w meczu międzypaństwowym w tej kategorii wiekowej.
Pierwszy międzynarodowy sukces, w gronie niepełnosprawnych sportowców, odniósł na mistrzostwach świata w Christchurch (2011), gdzie stanął na najwyższym stopniu podium. Podczas Igrzysk Paraolimpijskich w Londynie (2012) zdobył złoty medal i poprawił rekord świata na 2,12 m.
Podczas Igrzysk Paraolimpijskich w Rio (2016) zdobył złoty medal i poprawił rekord świata na 2,19 m.
Na Igrzyskach Paraolimpijskich w Tokio (2020) skoczył na wysokość 2,04 m, zdobywając brązowy medal. Podczas Igrzysk Paralimpijskich w Paryżu (2024) skokiem na wysokość 2,03 m zapewnił sobie brązowy medal.
Dwukrotny brązowy medalista halowych mistrzostw Polski seniorów (2013, 2014).

## Starty na Igrzyskach Paraolimpijskich
| 2012 Londyn (Wielka Brytania)  | – | Złoto – skok wzwyż (F46) |
| 2016 Rio de Janeiro (Brazylia) | – | Złoto – skok wzwyż (F46) |
| 2020 Tokio (Japonia)           | – | Brąz – skok wzwyż (F46)  |
| 2024 Paryż (Francja)           | – | Brąz – skok wzwyż (F46)  |

## Rekordy życiowe
- Skok wzwyż (stadion) – 2,22 (2013)
- Skok wzwyż (hala) – 2,19 (2014)

## Odznaczenia
- 2021: Krzyż Oficerski Orderu Odrodzenia Polski[5]
- 2016: Krzyż Kawalerski Orderu Odrodzenia Polski[6][7]
- 2013: Złoty Krzyż Zasługi[8]
- 2012: Odznaka Honorowa za Zasługi dla Województwa Lubuskiego[9]